# Subiaco
Subiaco je historicky významné město ve střední Itálii s 9 280 obyvateli. Leží v regionu Lazio nad řekou Aniene, asi 70 km východně od Říma. Asi 2 km východně od města v hlubokém kaňonu řeky založil Benedikt z Nursie svůj první klášter.

## Historie
Císař Claudius dal nad městem vybudovat tři přehradní jezera, aby se zlepšila kvalita vody v římském akvaduktu Anio novus, jeho nástupce Nero si u jednoho z nich dal postavit rozsáhlou vilu a další patriciové ho následovali. O kus níže u řeky vznikla osada pro služebné a otroky, které se říkalo Sublaqueum, doslova „pod jezery“, z něhož pochází název města. Dvě hráze se patrně protrhly už ve 12. století, třetí byla zničena 1305 a vlna zničila Neronovu vilu i část osady.

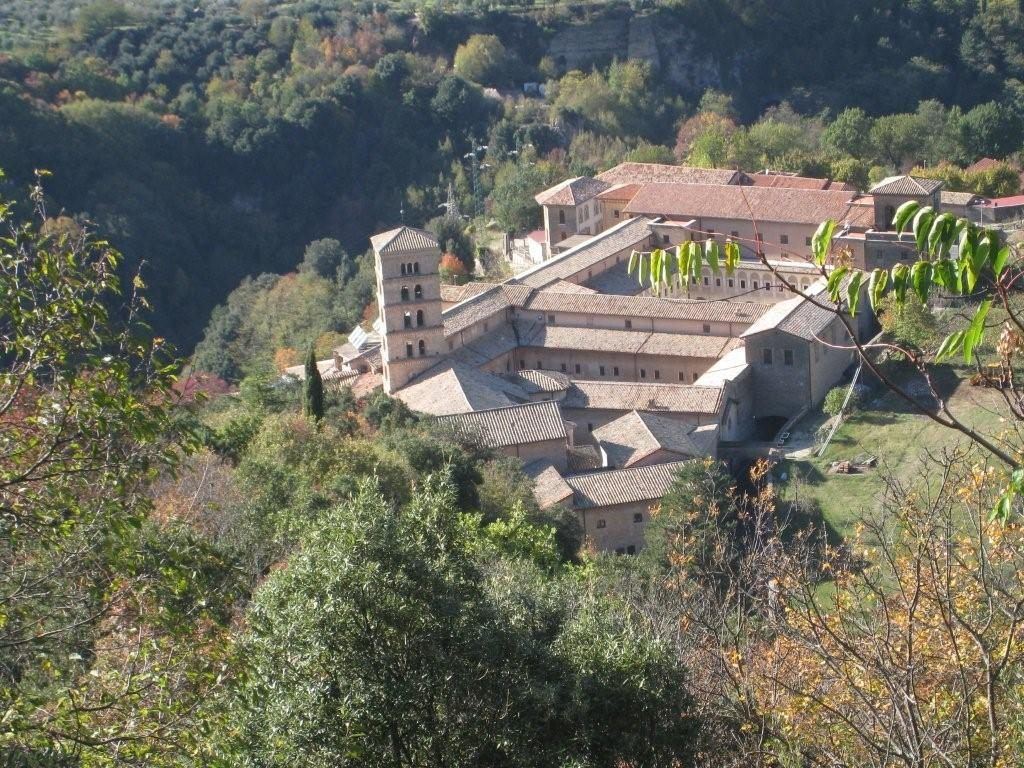
Klášter Santa Scolastica nad údolím řeky

Kolem roku 500 se v jeskyni vysoko ve skalní stěně usadil Benedikt z Nursie a žil tam jako poustevník. Na naléhání své sestry Scholastiky odtud odešel do kláštera ve Vicovaro, ale pak založil v jedné z budov tehdy ještě užívané Neronovy vily v Subiacu vlastní klášter. Brzy vzniklo v údolí Aniene dalších 12 klášterů, z nichž se zachoval pouze klášter Santa Scolastica. Roku 529 – snad kvůli sporům s biskupem v Tivoli – odešel Benedikt na vzdálenou horu Monte Cassino jižně od Říma, kde založil nový klášter.
Kláštery v Subiacu ale nezanikly a kolem roku 1200 vznikl v údolí řeky vysoko na skále u Benediktovy jeskyně současný klášter San Benedetto. Z darů a odkazů získal klášter velkou rozlohu půdy v okolí. V Subiacu žili řemeslníci a služebníci klášterů a na strmém vrchu uprostřed obce si opati postavili hrad. Roku 1454 dva mladíci obtěžovali několik mnichů a trestná výprava popravila ve městě 15 mladých mužů. Obyvatelé města se vzbouřili a klášter vyplenili. Nato papež Kalixt III. opatství proměnil na kardinálskou komendu a opaty nadále jmenoval. První z nich, Giovanni Torquemada, založil v Subiacu první tiskárnu v Itálii. Konečně papež Benedikt XIV. počátkem 18. století klášteru majetek odebral.

## Pamětihodnosti
- Vykopávky Neronovy vily na silnici ke klášterům.
- Klášter San Benedetto (Sacro Speco) na skále vysoko nad řekou, přístupný pouze po pěším chodníku. Byl budován od 11. do 14. století a má bohatou freskovou výzdobu.
- Klášter Santa Scolastica, rozsáhlý komplex budov se třemi rajskými dvory a cennou knihovnou, interiér vyzdoben freskami. Po druhé světové válce musel být důkladně opraven. Oba kláštery dohromady tvoří Územní opatství Subiaco.
- Hrad nad obcí (Rocca Abbaziale) z 11. století, rozšířený v 16. století (nepřístupný).
- Kamenný most sv. Františka z roku 1356.

## Galerie

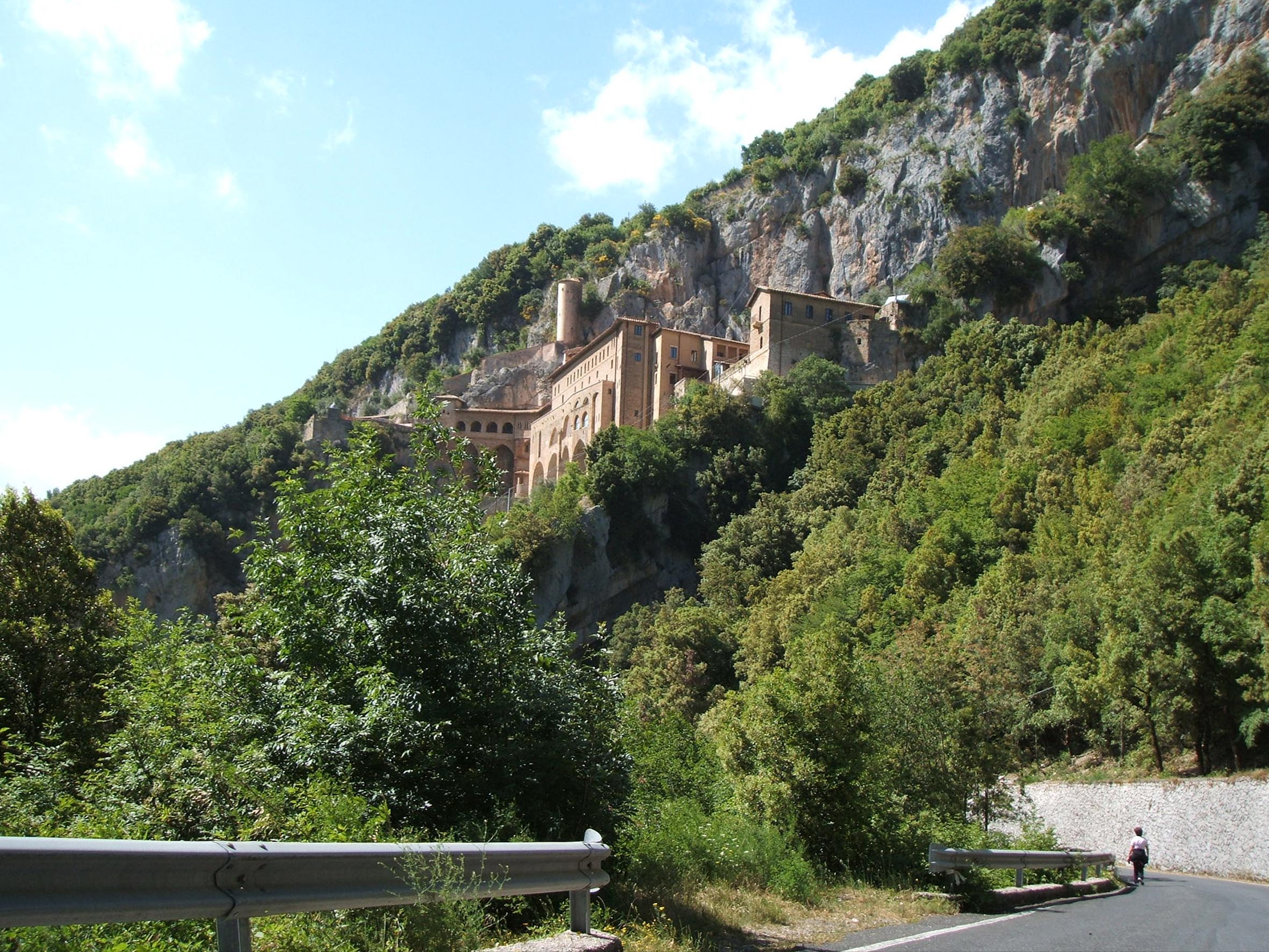
Klášter San Benedetto na skále
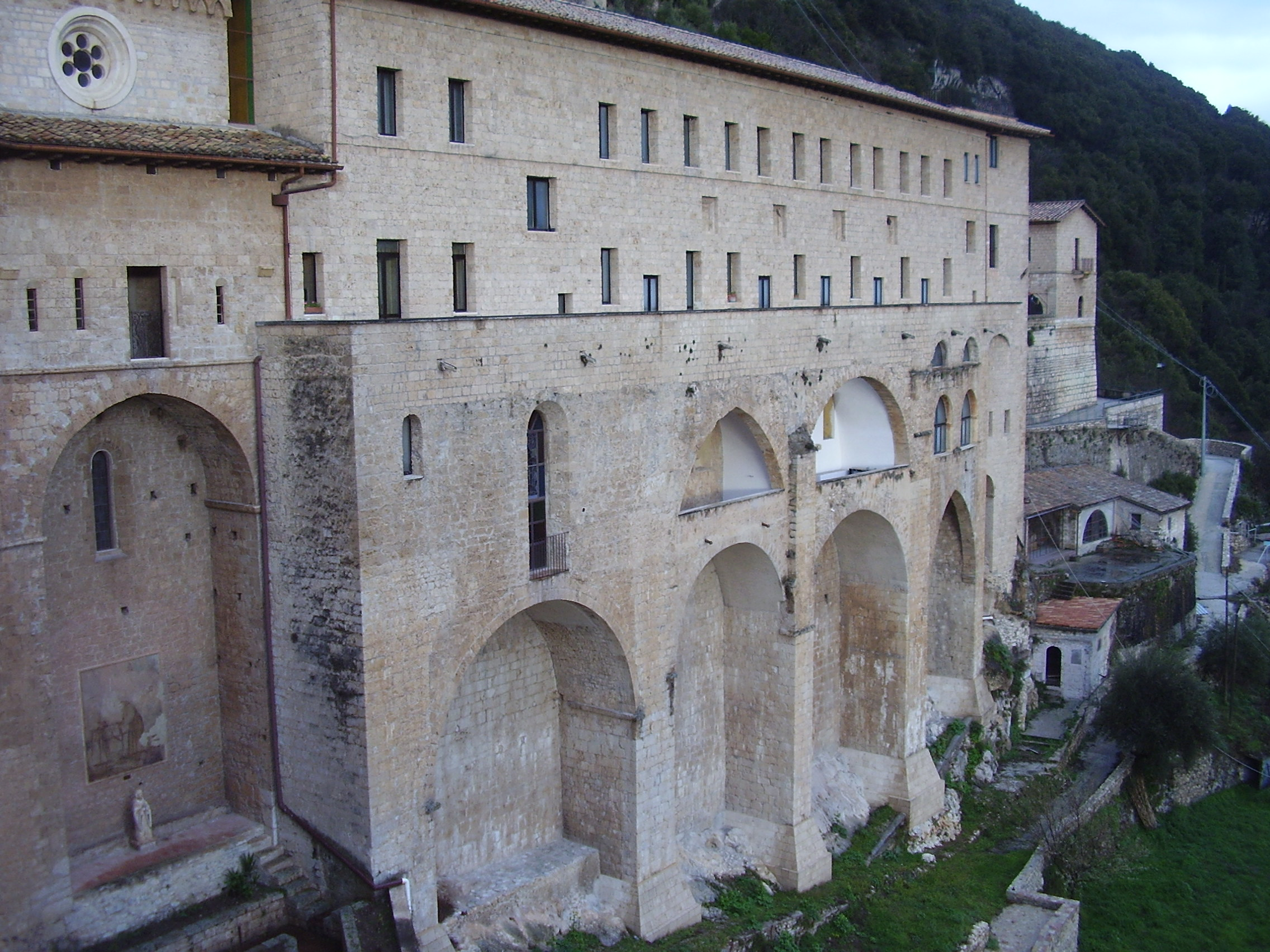
Klášter San Benedetto
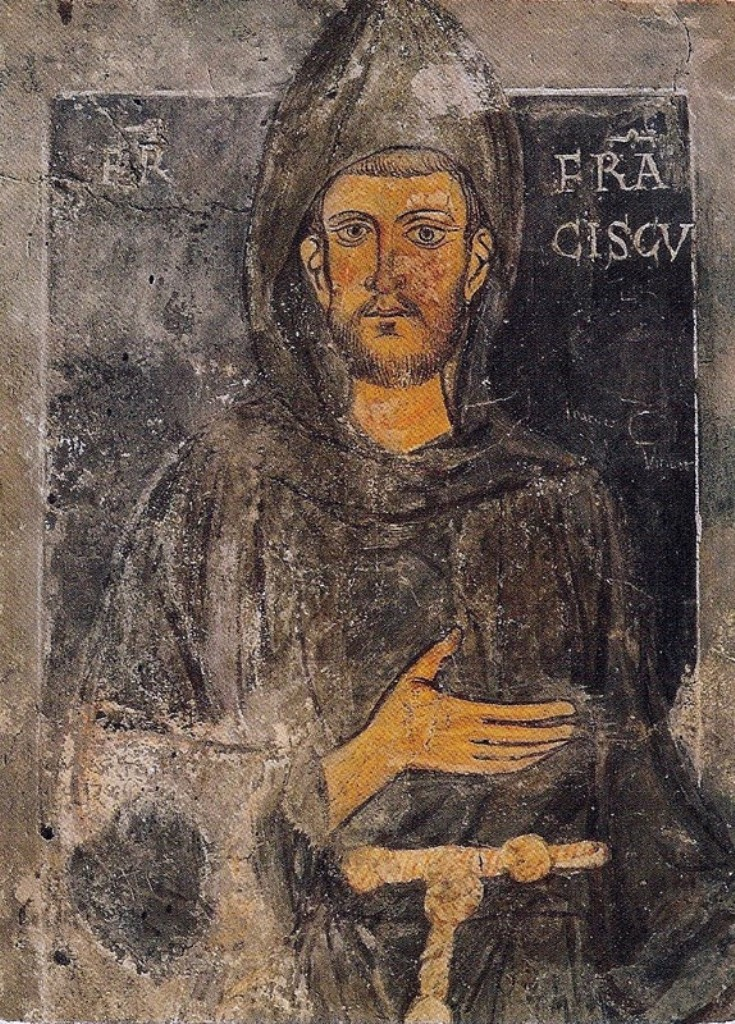
Freska - sv. František
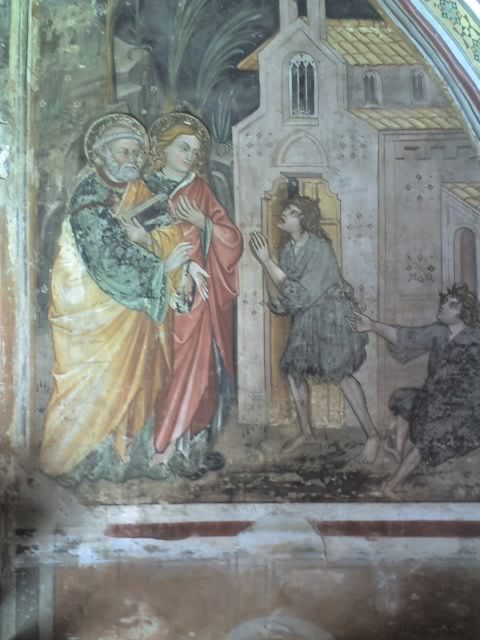
Fresky
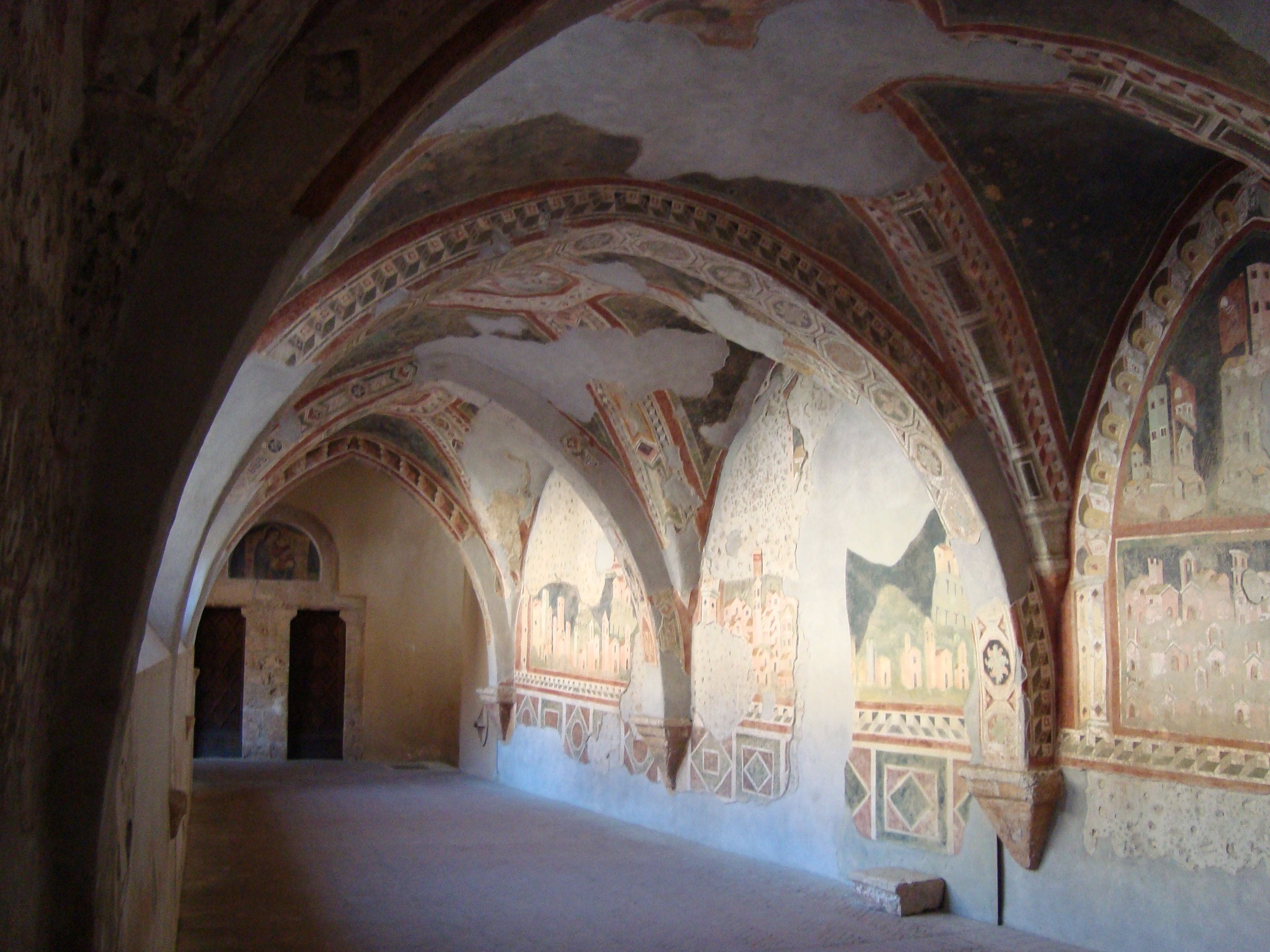
Santa Scolastica, chodba